# Judenburg
Judenburg este un oraș situat în districtul Judenburg, Stiria.

## Politica

### Primar
- Magarethe Gruber (SPÖ)

### Consiliul Local
- SPÖ 23
- ÖVP 6
- FPÖ 1
- KPÖ 1